# Фестивал-Сити
Фестивал-Сити (Festival City, 名城) — крупнейший частный жилой комплекс, расположенный в гонконгском округе Сатхинь, в районе Тайвай. Состоит из 12 высотных башен, построен в 2008—2011 годах, стоимость проекта составила 20 млрд гонконгских долларов. Владельцами и девелоперами Фестивал-Сити являются гонконгские компании Cheung Kong Group и MTR Corporation. Дизайн комплекса разработали канадская компания WSP Global и американская компания Parsons Brinckerhoff.
С северо-востока к комплексу примыкает станция метро Тайвай, с юго-востока — парк с детскими игровыми площадками, с юга — электродепо метрополитена Тайвай. Ранее на месте Фестивал-Сити располагались футбольное поле и велопарк. Однако, из-за необходимости строительства депо, власти снесли эти объекты и заключили соглашение на совместное использование земли под жилой комплекс и объекты транспортной инфраструктуры (жилые башни построены поверх объектов метро).

## Структура
Комплекс Фестивал-Сити состоит из трёх фаз:
- Первая фаза — четыре 51-этажные башни (164 м), построенные в 2010 году[7][8][9][10].
- Вторая фаза — четыре 55-этажные башни (176 м), построенные в 2011 году[11][12][13][14].
- Третья фаза — четыре 58-этажные башни (185 м), построенные в 2011 году[15][16][17][18].

В состав комплекса входят 4 264 квартиры, двухэтажный подиум, крытый автомобильный паркинг, молодёжный центр, клуб-хаус с крытыми и открытыми бассейнами, начальная школа Непорочного Сердца Марии, средняя школа и церковь.

## Галерея

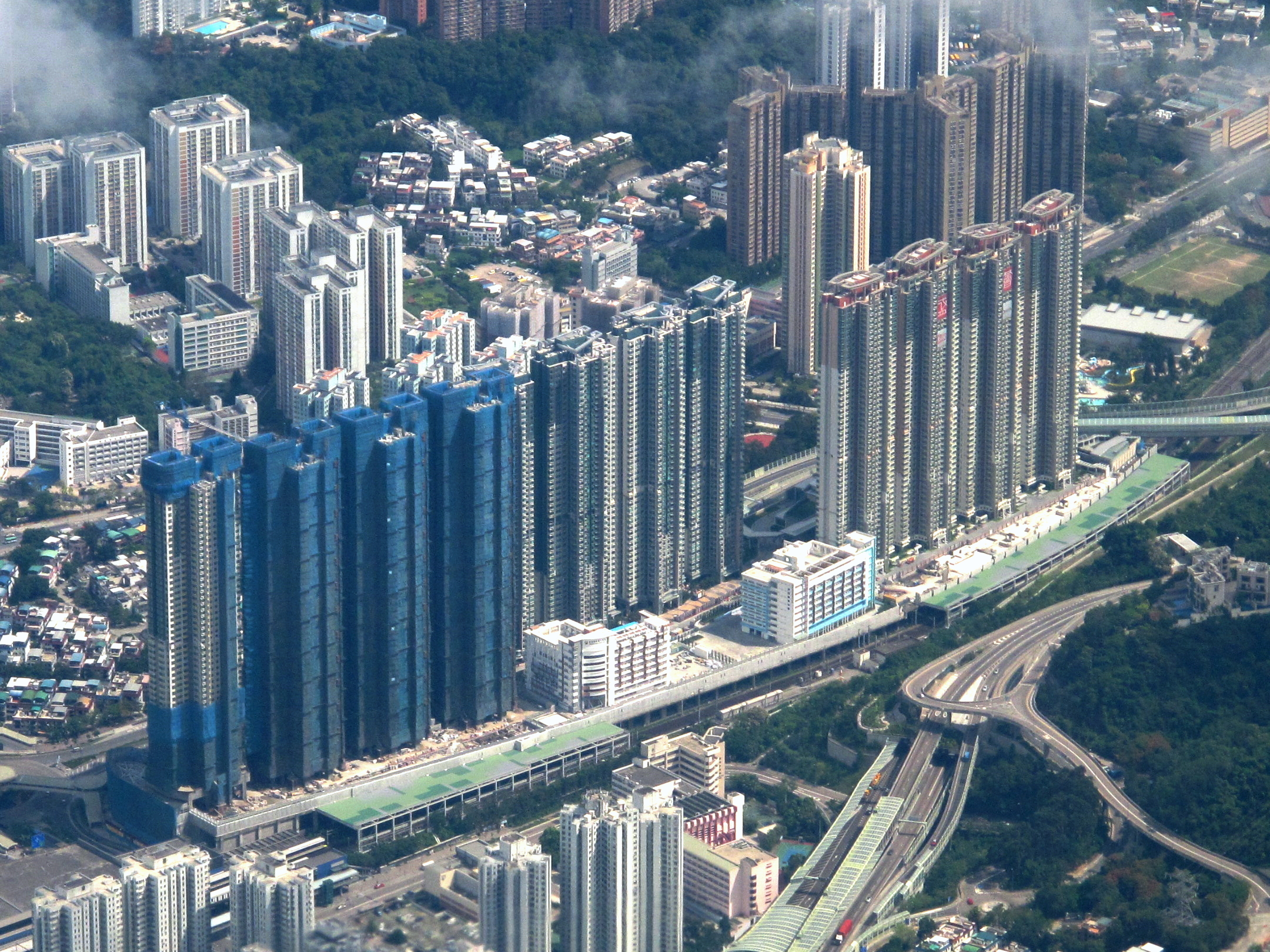
Вид сверху
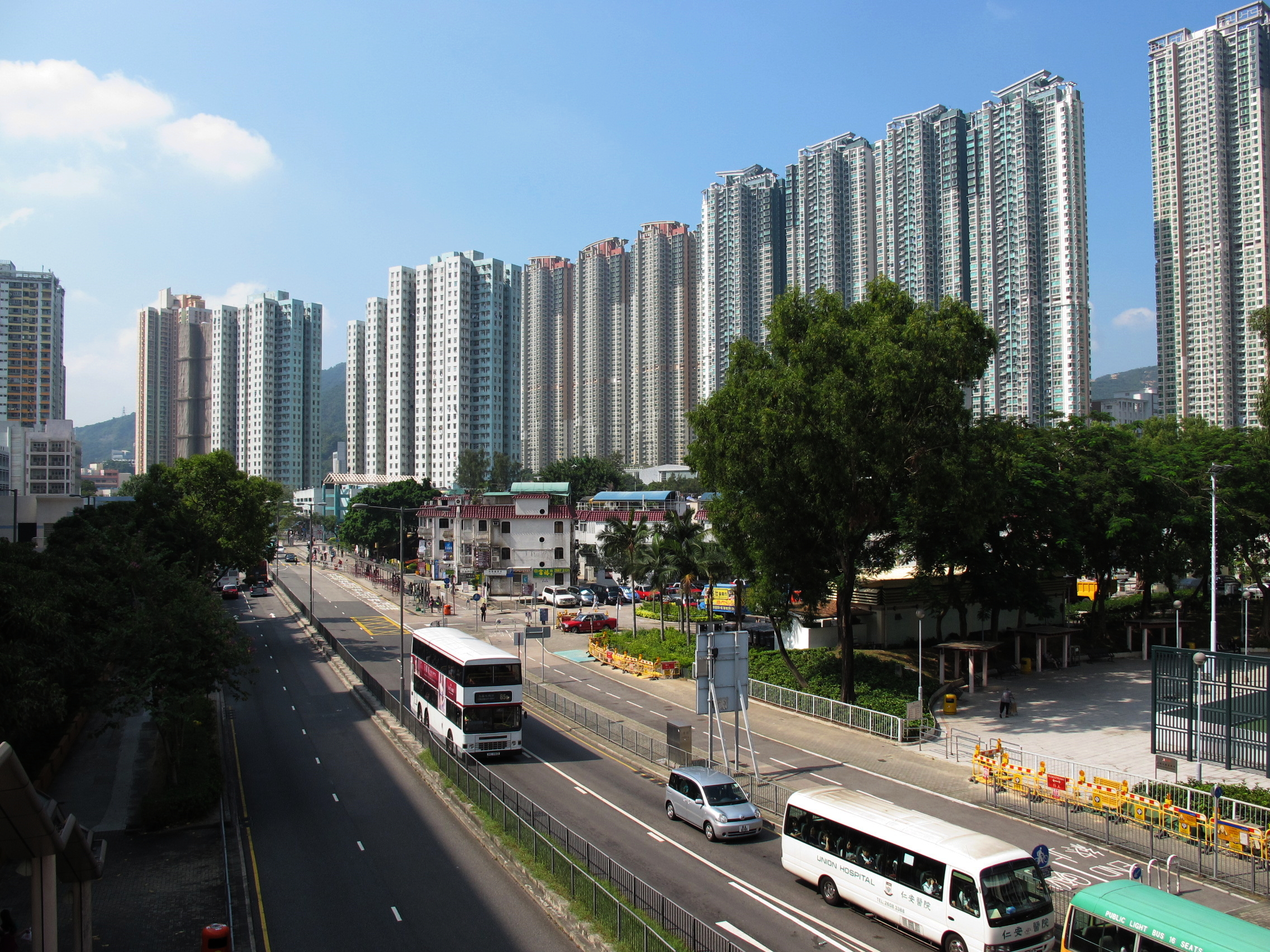
Вид с улицы
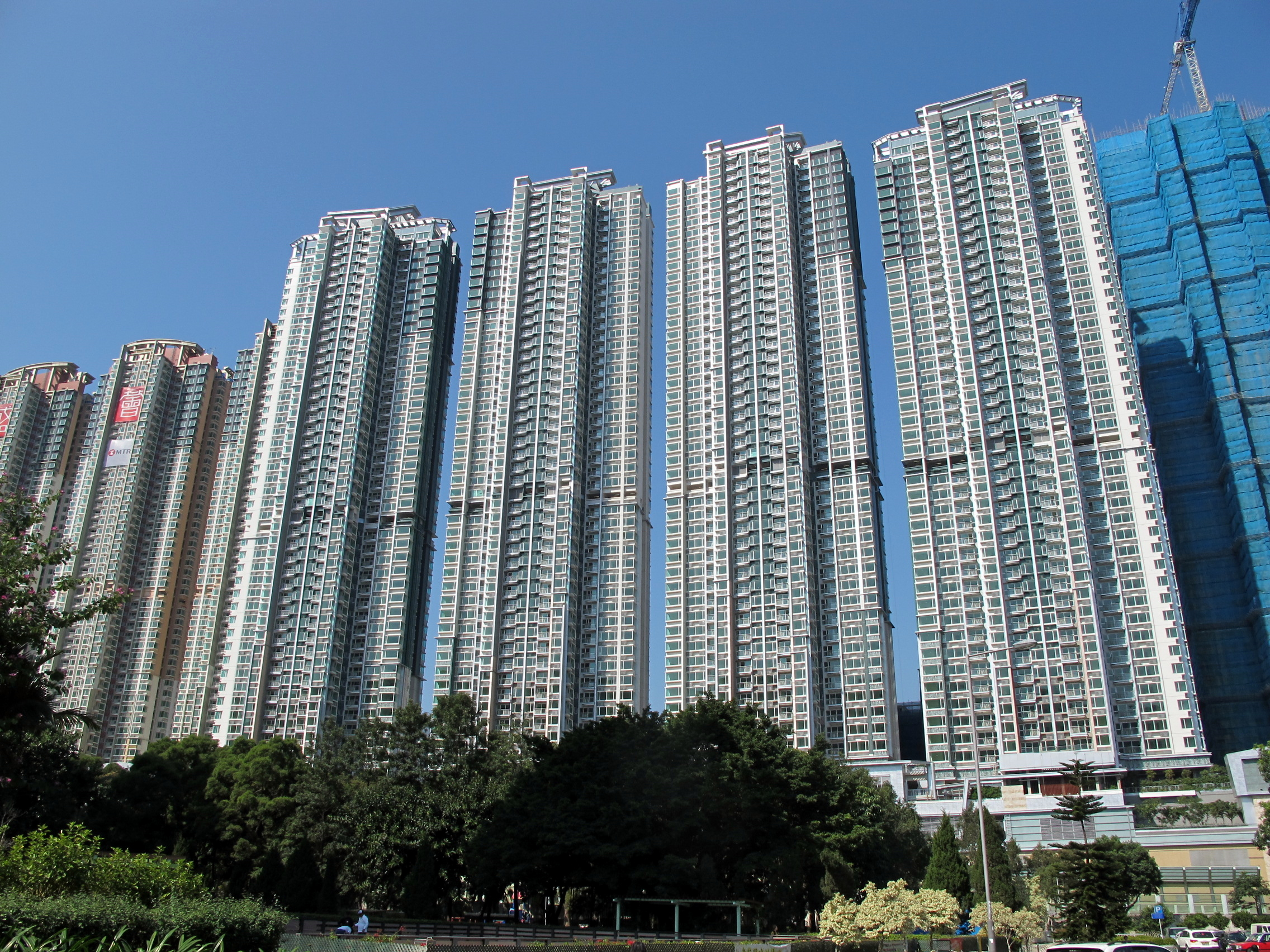
Первая фаза
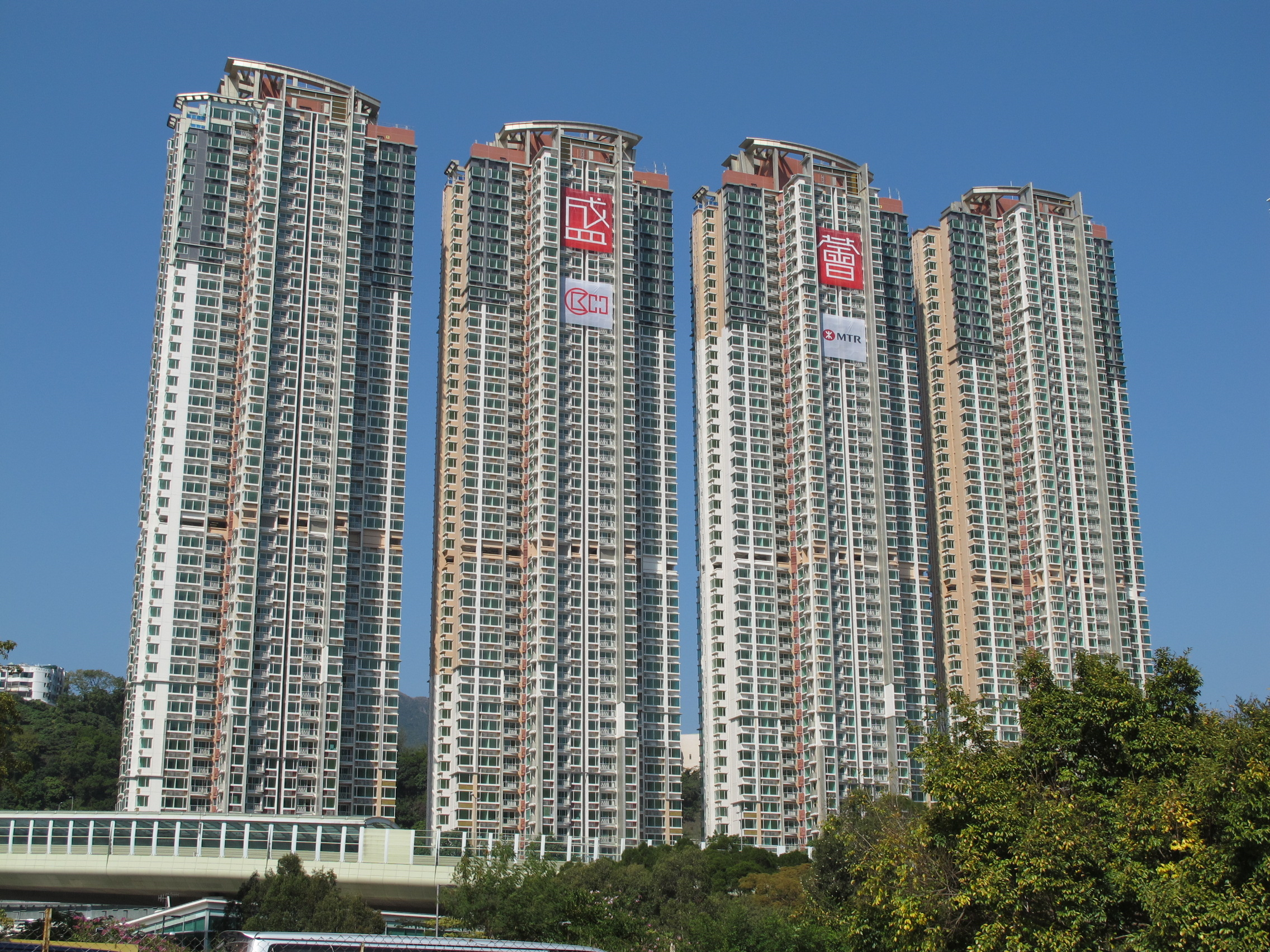
Вторая фаза
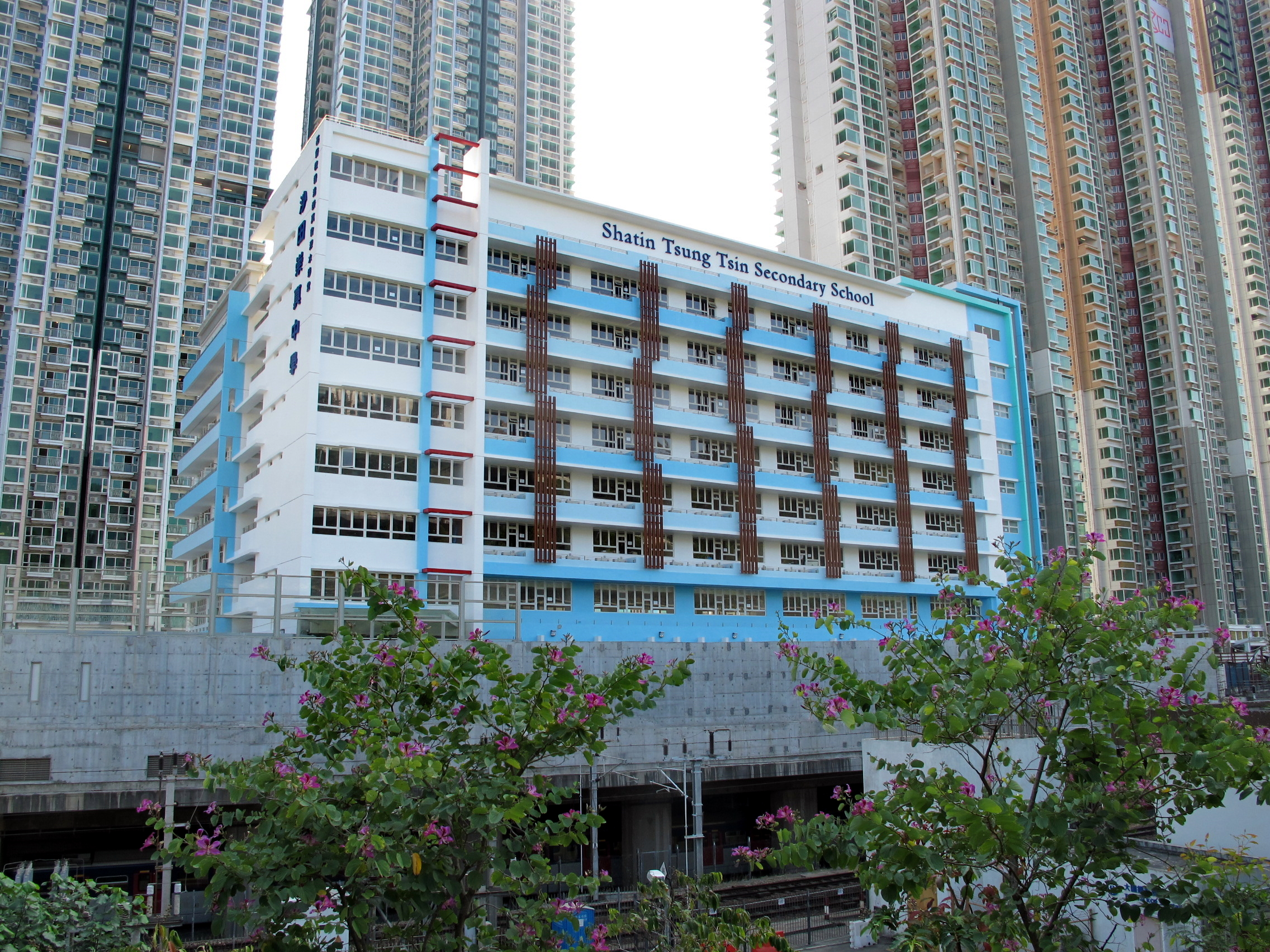
Средняя школа
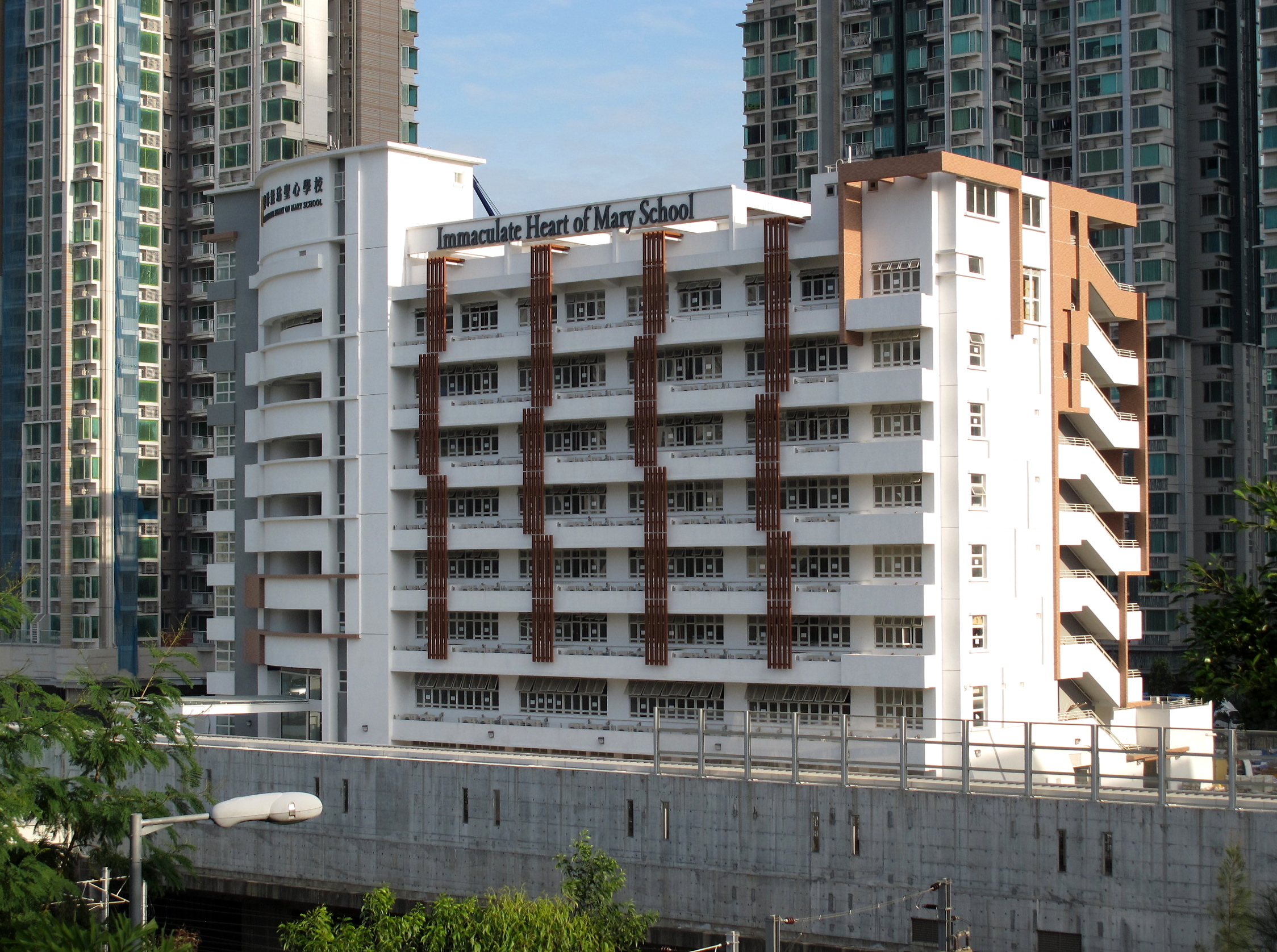
Начальная школа
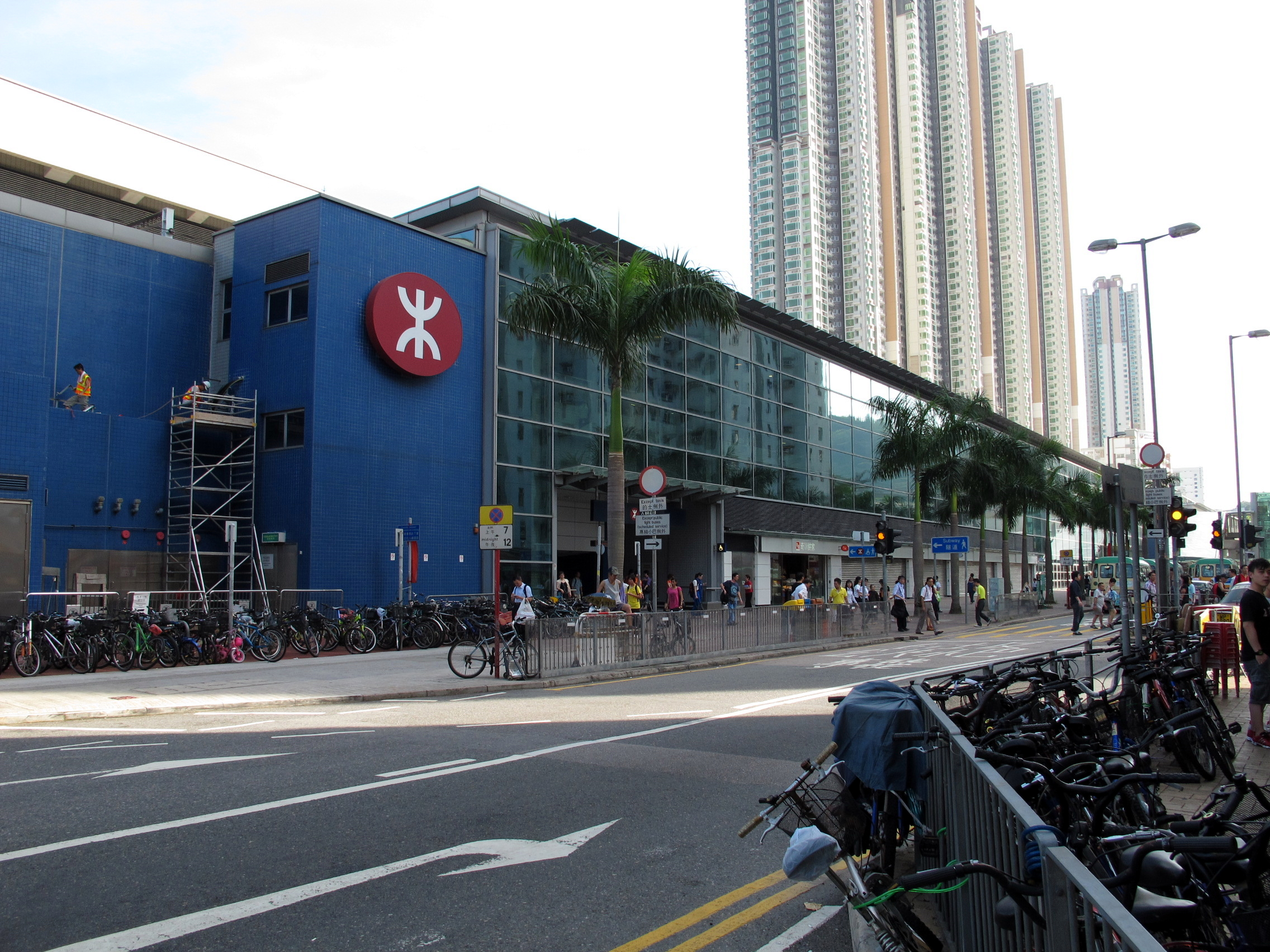
Станция метро
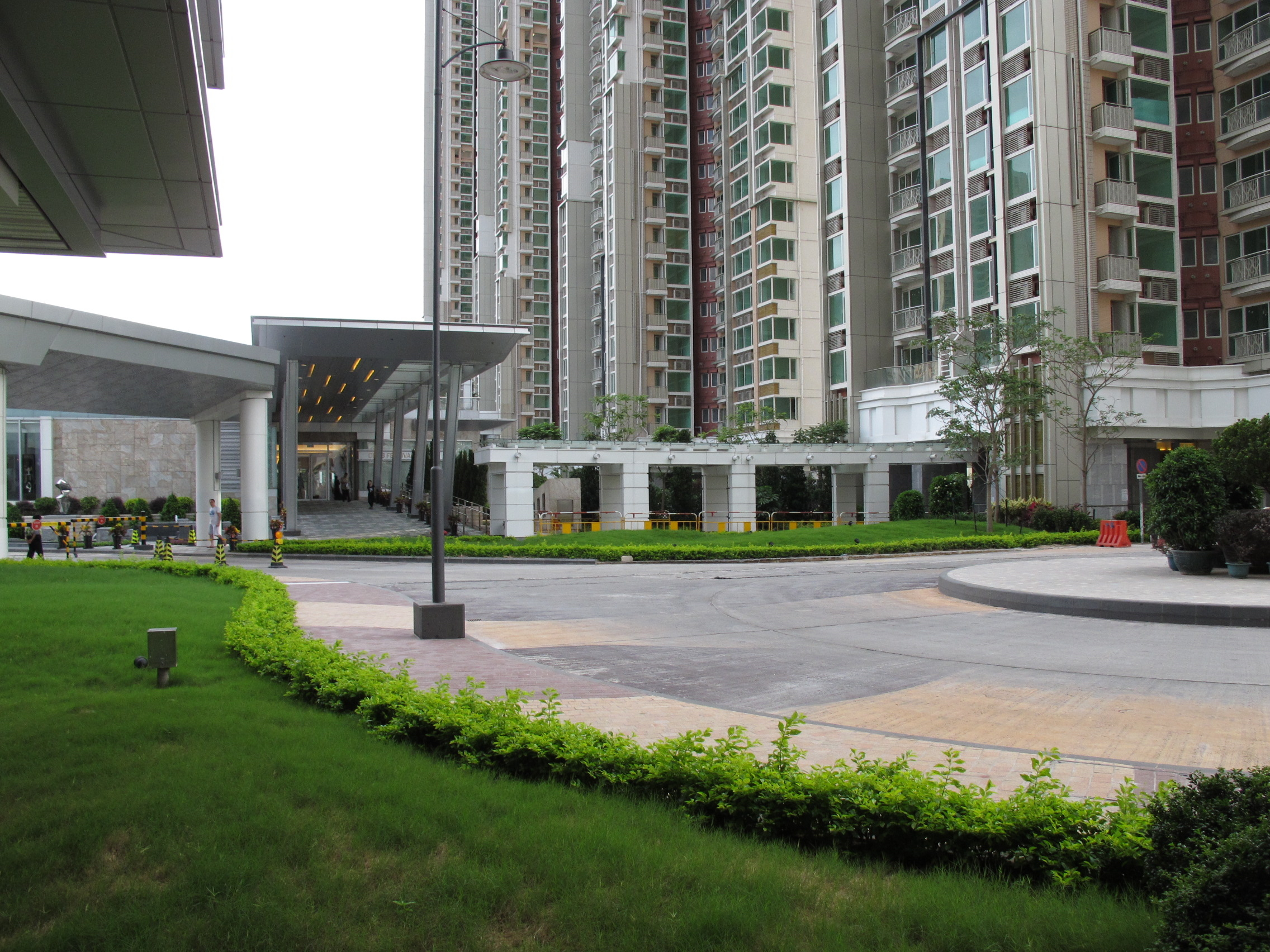
Клуб-хаус
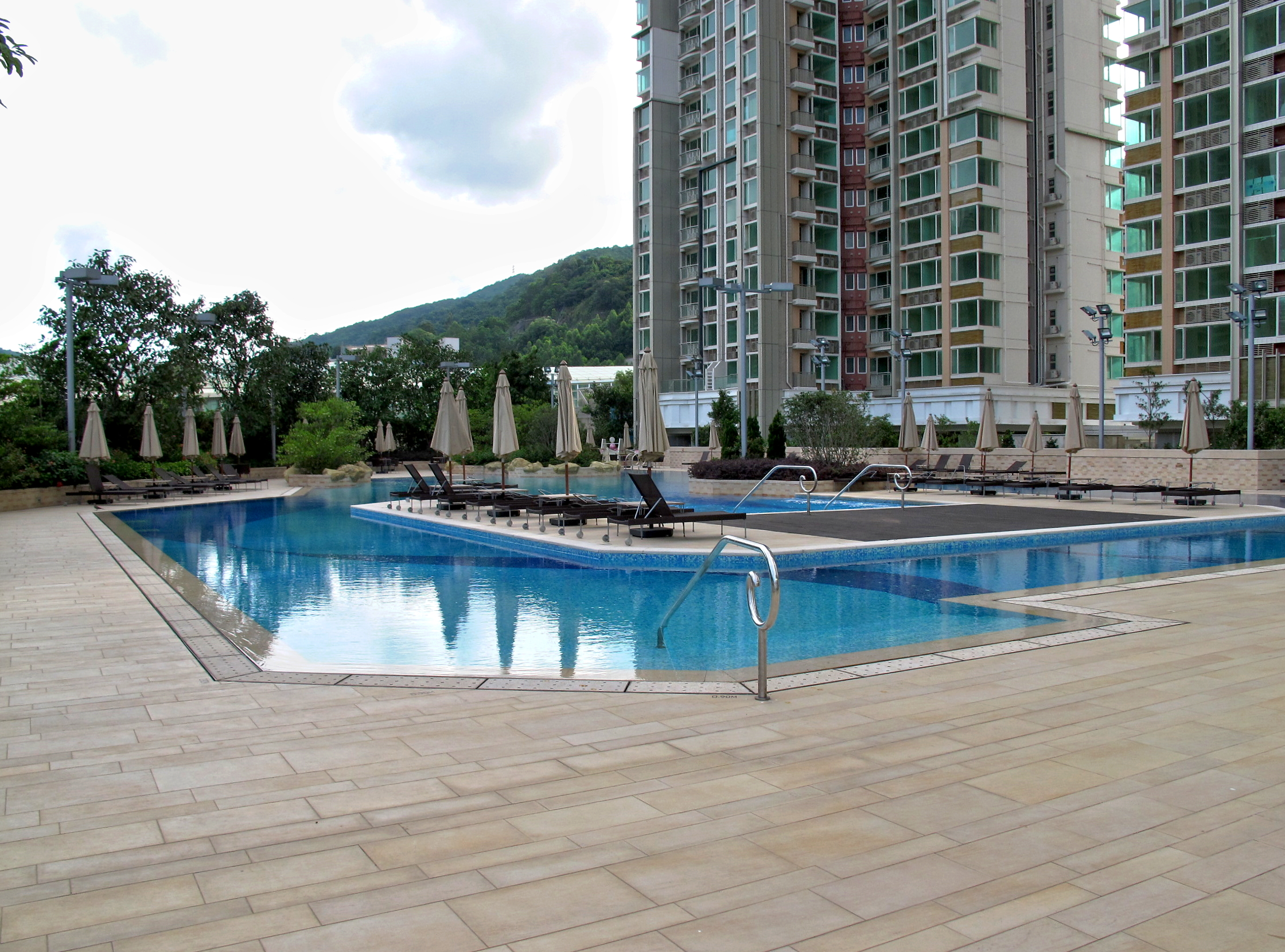
Открытый бассейн
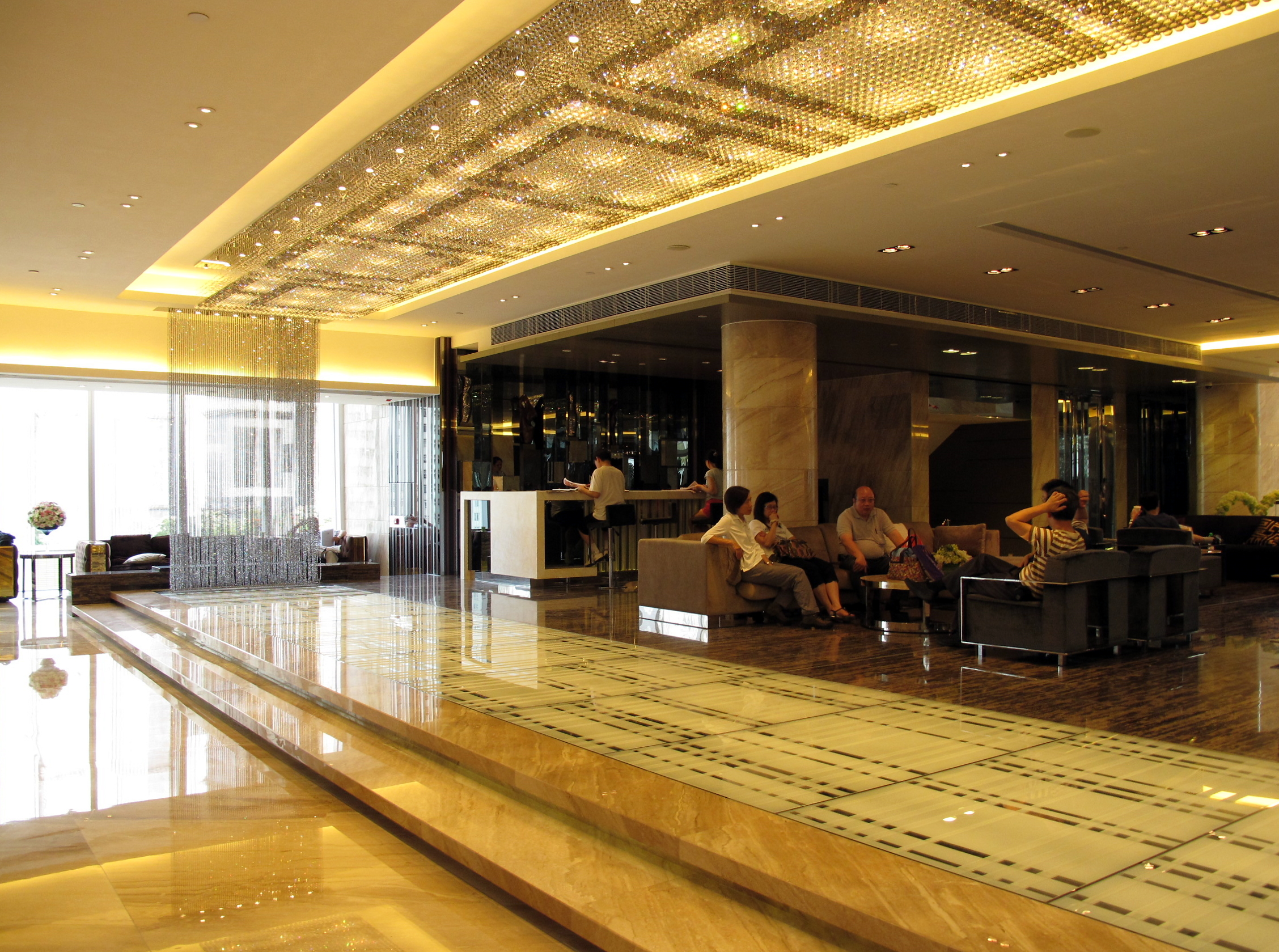
Лобби
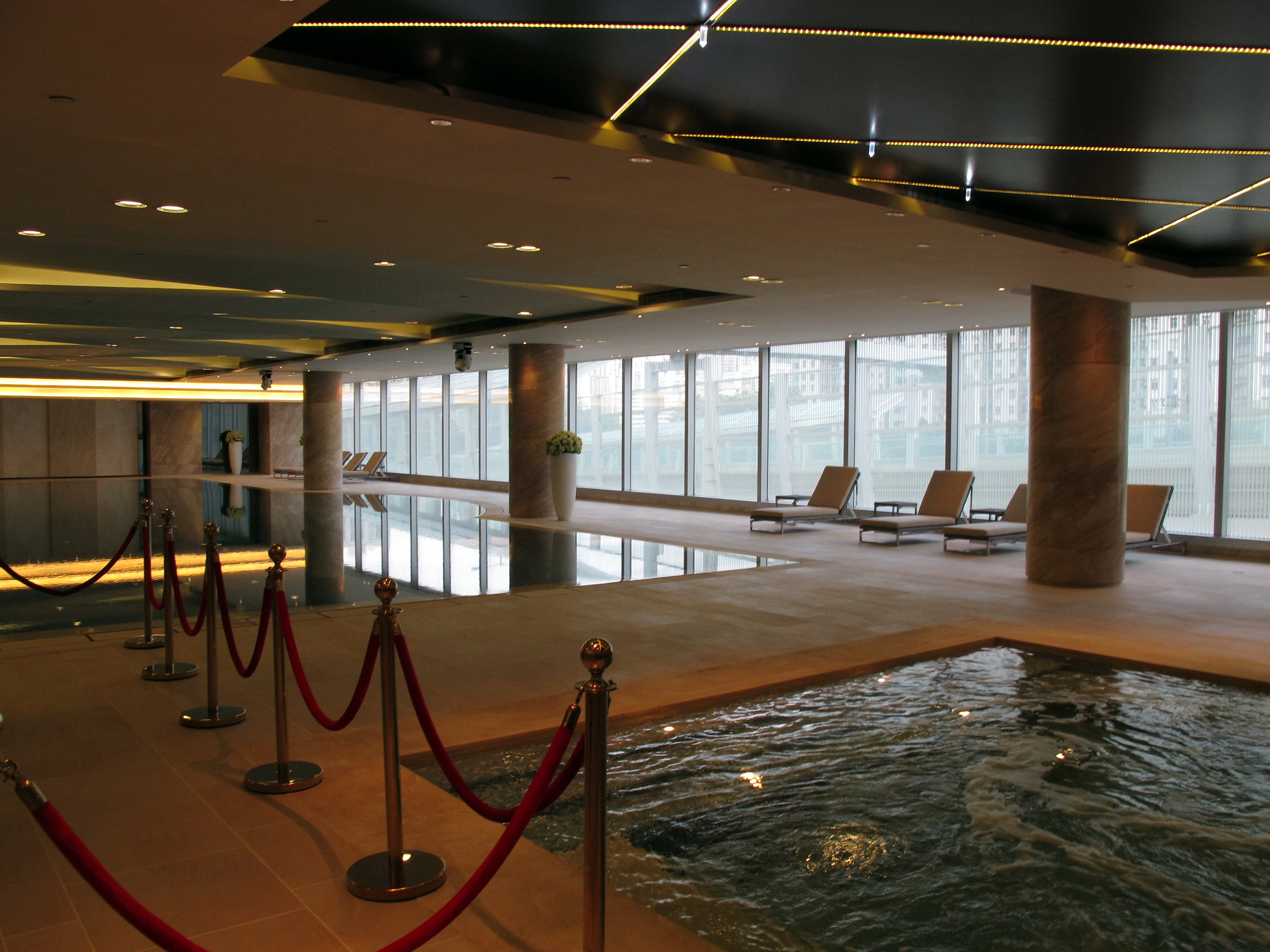
Крытый бассейн